# Пшилембская, Юлия
Юлия Анна Пшилембська (пол. Julia Anna Przyłębska; в девичестве — Юлия Анна Жмудзиньская (пол. Żmudzińska)) (род. 16 ноября 1959 года, Быдгощ) — польский юрист и судья, нынешняя глава Конституционного суда Польши с декабря 2016.

## Биография
В 1982 году окончила факультет права и администрирования в университете им. А. Мицкевича (Познань). Во время обучения входила в состав Независимой ассоциации студентов.
С 1984 по 1998 год была судьей-стажером и помощником судьи в областном суде Познани. С 1988 по 1991 год занимала должность судьи в районном суде в Познани, в гражданском департаменте.
С 1991 по 1998 год она работала делегированным судьей, а затем судьей областного суда в Познани в департаменте социального страхования. С 1990 по 1992 год возглавляла Совет работников при областном суде в Познани. С 1990 по 1997 год она была членом и заместителем головы областной избирательной комиссии в Познани.
С 1998 по 2007 год, выйдя в отставку, она работала в дипломатии как консул и дипломат — советник посольства в посольстве Польши в Кельне и Берлине. Как представитель польского посольства она была членом команды, которая вела переговоры о компенсациях за принудительный труд. Она отвечала за сотрудничество Уполномоченного с общественных интересов и архивами Штази — она установила связь между этими органами и впоследствии она координировала сотрудничество с Институтом Национальной памяти. Она была членом отдела сбора информации в Архивах Арользена — Центре документации о преследованиях национал-социалистическим режимом. 2006 года она была ответственна за восстановление прав на недвижимость в Берлине, которую польское правительство приобрел в 1939 году, чтобы построить там польский институт. Она подготовила правовой анализ для Министерства иностранных дел, касался национального и международного права. С 2005 по 2007 год она координировала переговоры относительно компенсаций жертвам нацистских преступлений и оказанию польской диаспоре (Полонии), статус меньшинства в Германии.
Она получила медаль от Ассоциации еврейских ветеранов и жертв Второй Мировой Войны.
В 2007 году она возобновила свою судейскую деятельность в областном суде в Познани, в VIII отделе социального обеспечения. С 2009 года она была заместителем главы Департамента, а с 1 июля 2015 года она была главой департамента трудового права и социального обеспечения.
Она принимала участие в европейских стажировках и конференциях по вопросам национального и европейского законодательства.
В декабре 2015 года, по рекомендации правящей партии «Право и справедливость», ее избрали в Конституционный суд Республики. 21 декабря 2016 года Президент Республики Польши назначил ее председателем Конституционного суда.